# Eccellenza Trentino-Alto Adige 1992-1993
Il campionato italiano di calcio di Eccellenza regionale 1992-1993 è stato il secondo organizzato in Italia. Rappresenta il sesto livello del calcio italiano.
Questo è il campionato regionale della regione Trentino-Alto Adige (anche noto in tedesco come Oberliga, letteralmente "lega superiore").

## Squadre partecipanti
| Squadra                         | Città                        |
| ------------------------------- | ---------------------------- |
| U.S. Arco                       | Arco (TN)                    |
| S.S. Condinese                  | Condino (TN)                 |
| A.S. Fersina                    | Pergine Valsugana (TN)       |
| U.S. Fiavè                      | Fiavé (TN)                   |
| U.S. Garibaldina                | San Michele all'Adige (TN)   |
| U.S. Lagarina                   | Villa Lagarina (TN)          |
| A.S. Laives                     | Laives (BZ)                  |
| U.S. Levico Terme               | Levico Terme (TN)            |
| A.C. Mezzocorona                | Mezzocorona (TN)             |
| S.V. Milland                    | Bressanone (BZ)              |
| S.V. Naturns                    | Naturno (BZ)                 |
| U.S. Rovereto                   | Rovereto (TN)                |
| U.S. Salurn                     | Salorno (BZ)                 |
| A.S.C. Sankt Martin in Passeier | San Martino in Passiria (BZ) |
| S.S.V. Taufers                  | Campo Tures (BZ)             |
| U.S. Villazzano                 | Trento (TN)                  |

## Classifica finale
|  | Pos. | Squadra               | Pt | G  | V  | N  | P  | GF | GS | DR  |
|  | ---- | --------------------- | -- | -- | -- | -- | -- | -- | -- | --- |
|  | 1.   | Rovereto              | 46 | 30 | 18 | 10 | 2  | 55 | 21 | +34 |
|  | 2.   | Arco                  | 39 | 30 | 15 | 9  | 6  | 43 | 25 | +18 |
|  | 3.   | Fiavè                 | 37 | 30 | 14 | 9  | 7  | 38 | 22 | +16 |
|  | 4.   | Salurn                | 35 | 30 | 12 | 11 | 7  | 45 | 42 | +3  |
|  | 5.   | Milland               | 33 | 30 | 9  | 15 | 6  | 34 | 33 | +1  |
|  | 6.   | Levico Terme          | 33 | 30 | 11 | 10 | 9  | 33 | 31 | +2  |
|  | 7.   | Fersina               | 31 | 30 | 12 | 7  | 11 | 26 | 26 | 0   |
|  | 8.   | Taufers               | 30 | 30 | 10 | 10 | 10 | 37 | 37 | 0   |
|  | 9.   | Mezzocorona           | 30 | 30 | 10 | 10 | 10 | 32 | 32 | 0   |
|  | 10.  | Villazzano            | 29 | 30 | 8  | 13 | 9  | 35 | 35 | 0   |
|  | 11.  | Laives                | 28 | 30 | 6  | 16 | 8  | 25 | 29 | -4  |
|  | 12.  | Condinese             | 27 | 30 | 8  | 11 | 11 | 30 | 35 | -5  |
|  | 13.  | Sankt Martin Passeier | 26 | 30 | 8  | 10 | 12 | 29 | 30 | -1  |
|  | 14.  | Naturns               | 25 | 30 | 6  | 13 | 11 | 19 | 29 | -10 |
|  | 15.  | Garibaldina           | 23 | 30 | 6  | 11 | 13 | 23 | 36 | -13 |
|  | 16.  | Lagarina              | 9  | 30 | 3  | 3  | 24 | 27 | 69 | -42 |